# Vladimir Branković
Vladimir Branković (in serbo Владимир Бранковић?; Belgrado, 22 settembre 1985) è un ex calciatore serbo, di ruolo difensore.

## Carriera
In carriera ha giocato 15 partite nei turni preliminari delle coppe europee, di cui 6 per la Champions League e 9 per l'Europa League.

## Palmarès

### Club

#### Competizioni nazionali
- Campionato moldavo: 1

Sheriff Tiraspol: 2009-2010
- Coppa di Moldavia: 1

Sheriff Tiraspol: 2009-2010

#### Competizioni internazionali
- Coppa dei Campioni della CSI: 1

Sheriff Tiraspol: 2009